# 126년

## 연호
- 후한(後漢) 영건(永建) 원년

## 기년
- 후한(後漢) 순제(順帝) 원년
- 신라(新羅) 지마 이사금(祗摩泥師今) 15년
- 고구려(高句麗) 태조대왕(太祖大王) 74년
- 백제(百濟) 기루왕(己婁王) 50년

## 탄생
- 8월 1일 - 로마 제국 4대 황제 클라우디우스

## 사망
- 교황 식스토 1세